# (500606) 2012 UQ128
(500606) 2012 UQ128 es un asteroide perteneciente al cinturón de asteroides descubierto el 17 de marzo de 2009 por el equipo del Spacewatch desde el Observatorio Nacional de Kitt Peak, Arizona, Estados Unidos.

## Designación y nombre
Designado provisionalmente como 2012 UQ128.

## Características orbitales
2012 UQ128 está situado a una distancia media del Sol de 3,113 ua, pudiendo alejarse hasta 3,489 ua y acercarse hasta 2,737 ua. Su excentricidad es 0,120 y la inclinación orbital 16,40 grados. Emplea 2006,42 días en completar una órbita alrededor del Sol.

## Características físicas
La magnitud absoluta de 2012 UQ128 es 16,2. 